# Nati nel 1960/Settembre
| Questa pagina contiene informazioni ricavate automaticamente dalle voci biografiche con l'ausilio del template Bio e di un bot. L'aggiornamento è periodico e automatico e ricostruisce completamente la pagina. Se manca una persona in questa lista, sei pregato di non aggiungerla, ma accertati piuttosto che la sua voce biografica contenga il template Bio e che i dati anagrafici siano correttamente compilati. Se il template Bio manca, inseriscilo tu stesso o, in alternativa, metti l'avviso {{tmp\|Bio}} che ne segnala la mancanza. Se i dati riportati sono sbagliati, correggi direttamente la voce biografica; le modifiche saranno visibili in questa lista entro pochi giorni. Per chiarimenti vedi il progetto biografie. La lista contiene solo le 317 persone che sono citate nell'enciclopedia e per le quali è stato implementato correttamente il template Bio. Pagina aggiornata al 10 ago 2025. |

- 1º settembre - Eric Leroy Adams, poliziotto e politico statunitense
- 1º settembre - Sergio Barlozzi, batterista italiano
- 1º settembre - Eric H. Cline, archeologo, storico e antropologo statunitense
- 1º settembre - Erriquez, cantautore, chitarrista e produttore discografico italiano († 2021)
- 1º settembre - Paulos Kounnas, ex calciatore cipriota
- 1º settembre - Joachim Masannek, scrittore e regista tedesco
- 1º settembre - Marko Mlinarić, ex calciatore croato
- 1º settembre - Silvia Ranalli, soprano italiano
- 1º settembre - Martina Schwarz, ex pallavolista e ex giocatrice di beach volley tedesca
- 1º settembre - Joseph Williams, cantante e tastierista statunitense
- 2 settembre - Arnaldo Antunes, cantante, compositore e poeta brasiliano
- 2 settembre - Les Craft, ex cestista statunitense
- 2 settembre - Eric Dickerson, ex giocatore di football americano statunitense
- 2 settembre - Kristin Halvorsen, politica norvegese
- 2 settembre - Ruth Jacott, cantante olandese
- 2 settembre - Vetle Lid Larssen, giornalista e scrittore norvegese
- 2 settembre - Hiroshi Matsuda, allenatore di calcio e ex calciatore giapponese
- 2 settembre - Doug Polen, pilota motociclistico statunitense
- 2 settembre - Flavio Rodeghiero, politico italiano
- 2 settembre - Paul David Sirba, vescovo cattolico statunitense († 2019)
- 2 settembre - Leonard Smith, ex giocatore di football americano statunitense
- 2 settembre - Greg Stewart, cestista statunitense († 2018)
- 3 settembre - Perry Bamonte, chitarrista inglese
- 3 settembre - Livingstone Bramble, pugile nevisiano († 2025)
- 3 settembre - Tony Rey Bruno, chitarrista e produttore discografico statunitense
- 3 settembre - Hwang Seok-keoun, ex calciatore sudcoreano
- 3 settembre - Evgenij Mileškin, ex calciatore sovietico
- 3 settembre - Seiko Noda, politica giapponese
- 3 settembre - Anett Pötzsch, ex pattinatrice artistica su ghiaccio tedesca
- 3 settembre - Alessandro Roccatagliata, allenatore di calcio e ex calciatore italiano
- 3 settembre - John Schultz, regista, sceneggiatore e produttore cinematografico statunitense
- 4 settembre - Patrick Cocquyt, ex ciclista su strada e ciclocrossista belga
- 4 settembre - Marco Groppo, ex ciclista su strada italiano
- 4 settembre - Alessandro Jacchia, dirigente d'azienda, produttore televisivo e sceneggiatore italiano
- 4 settembre - Laurent Le Boulc'h, arcivescovo cattolico francese
- 4 settembre - Vincenzo Mastropirro, flautista, compositore e poeta italiano
- 4 settembre - Jocelyn Moorhouse, regista, sceneggiatrice e produttrice cinematografica australiana
- 4 settembre - Kim Thayil, chitarrista statunitense
- 4 settembre - Damon Wayans, attore, comico e sceneggiatore statunitense
- 5 settembre - Abdullah Abdullah, politico afghano
- 5 settembre - Natalija Baćanović, ex cestista jugoslava
- 5 settembre - Pat Coyle, ex cestista e allenatrice di pallacanestro statunitense
- 5 settembre - Denis Forest, attore canadese († 2002)
- 5 settembre - Willie Gault, ex ostacolista, velocista e giocatore di football americano statunitense
- 5 settembre - Steve Goble, ex calciatore inglese
- 5 settembre - John Kurzweg, produttore discografico e musicista statunitense
- 5 settembre - Amit Luthra, golfista indiano
- 5 settembre - Karita Mattila, soprano finlandese
- 5 settembre - Robert Stull, ex schermidore e pentatleta statunitense
- 5 settembre - Sabine Werner, biochimica tedesca
- 6 settembre - Giulio Busi, filologo e saggista italiano
- 6 settembre - Corrado Callegari, politico italiano
- 6 settembre - Mario Cuomo, mafioso italiano († 1990)
- 6 settembre - Stephan Engels, allenatore di calcio e ex calciatore tedesco
- 6 settembre - Patrick Groc, ex schermidore francese
- 6 settembre - Adelino Nunes, ex calciatore portoghese
- 6 settembre - Oliver Parker, regista e sceneggiatore britannico
- 6 settembre - Filippo Piersanti, ex ciclista su strada italiano
- 6 settembre - Jaime Spengler, cardinale e arcivescovo cattolico brasiliano
- 6 settembre - Roland Charles Wagner, scrittore francese († 2012)
- 6 settembre - Kimberly Willis Holt, scrittrice statunitense
- 7 settembre - Luca Baraldi, dirigente sportivo, dirigente d'azienda e ex calciatore italiano
- 7 settembre - Roberto Bergamaschi, ex calciatore italiano
- 7 settembre - Nae Caranfil, regista e sceneggiatore romeno
- 7 settembre - Angelo Davoli, pittore e artista italiano († 2014)
- 7 settembre - Elsebeth Egholm, scrittrice e giornalista danese
- 7 settembre - Bob Hartley, allenatore di hockey su ghiaccio canadese
- 7 settembre - Dušan Pašek, hockeista su ghiaccio e dirigente sportivo cecoslovacco († 1998)
- 7 settembre - Phillip Rhee, attore e artista marziale statunitense
- 7 settembre - Anne Serre, scrittrice francese
- 7 settembre - Igor' Sečin, politico e imprenditore russo
- 7 settembre - Ersin Tatar, politico cipriota
- 7 settembre - Rabie Yassin, ex calciatore egiziano
- 8 settembre - Alfredo Accatino, scrittore, sceneggiatore e autore televisivo italiano
- 8 settembre - Chuck Bresnahan, allenatore di football americano statunitense
- 8 settembre - Stefano Casiraghi, imprenditore e pilota motonautico italiano († 1990)
- 8 settembre - Alexi Grewal, ex ciclista su strada statunitense
- 8 settembre - Aimee Mann, chitarrista, bassista e cantautrice statunitense
- 8 settembre - Antoine Richard, ex velocista francese
- 8 settembre - Claude Riley, ex cestista statunitense
- 8 settembre - Giuseppe Satriano, arcivescovo cattolico italiano
- 8 settembre - Aguri Suzuki, ex pilota automobilistico giapponese
- 9 settembre - Bonnie Aarons, attrice statunitense
- 9 settembre - Giuseppe Fagnocchi, pianista, docente e musicologo italiano
- 9 settembre - Gianni Ferreri, attore italiano
- 9 settembre - Hugh Grant, attore britannico
- 9 settembre - Paul Grist, fumettista britannico
- 9 settembre - Wim Kooiman, ex calciatore olandese
- 9 settembre - Kevin Maguire, fumettista statunitense
- 9 settembre - Johnson Righeira, cantautore, musicista e produttore discografico italiano
- 9 settembre - Urmas Sisask, compositore e direttore di coro estone († 2022)
- 9 settembre - Jose Slaughter, ex cestista statunitense
- 10 settembre - Alison Bechdel, fumettista e attivista statunitense
- 10 settembre - Colin Firth, attore britannico
- 10 settembre - Harald Krassnitzer, attore austriaco
- 10 settembre - Leopold Lainer, allenatore di calcio e ex calciatore austriaco
- 10 settembre - Constant Priondolo, ex hockeista su ghiaccio canadese
- 10 settembre - Gabriele Romagnoli, giornalista, scrittore e sceneggiatore italiano
- 10 settembre - Arne Johan Vetlesen, filosofo norvegese
- 11 settembre - Hiroshi Amano, fisico e ingegnere giapponese
- 11 settembre - Eduard Khudaynatov, imprenditore russo
- 11 settembre - John Curran, regista e sceneggiatore statunitense
- 11 settembre - Ágúst Hauksson, ex calciatore islandese
- 11 settembre - Lech Mackiewicz, attore, regista e sceneggiatore polacco
- 11 settembre - Predrag Nikolić, scacchista bosniaco
- 11 settembre - Anne Ramsay, attrice statunitense
- 11 settembre - Vince Taylor, ex cestista e allenatore di pallacanestro statunitense
- 11 settembre - Ramón Vargas, tenore messicano
- 11 settembre - Francesco de Angelis, velista italiano
- 12 settembre - Road Warrior Animal, wrestler statunitense († 2020)
- 12 settembre - Robert John Burke, attore statunitense
- 12 settembre - Gregg Fienberg, produttore televisivo, produttore cinematografico e regista statunitense
- 12 settembre - Julian Jackson, ex pugile statunitense
- 12 settembre - Evan Jenkins, politico statunitense
- 12 settembre - Jorge Lanata, giornalista e scrittore argentino († 2024)
- 12 settembre - Maurizio Longobardo, allenatore di calcio e ex calciatore italiano
- 12 settembre - Ladislav Molnár, allenatore di calcio e ex calciatore slovacco
- 12 settembre - Stefano Palazzi, magistrato italiano
- 12 settembre - Barham Salih, politico iracheno
- 13 settembre - Kevin Carter, giornalista e fotografo sudafricano († 1994)
- 13 settembre - Natale Chiaudani, cavaliere italiano
- 13 settembre - Étienne Dagon, ex nuotatore svizzero
- 13 settembre - Chuck Edwards, politico statunitense
- 13 settembre - Mike Pagel, ex giocatore di football americano statunitense
- 13 settembre - Patxi Rípodas, ex calciatore spagnolo
- 13 settembre - Hubert Schwarz, dirigente sportivo tedesco
- 13 settembre - Marleen Vandermarliere, ex cestista belga
- 13 settembre - Frank Wormuth, allenatore di calcio e ex calciatore tedesco
- 14 settembre - Anthony Addabbo, attore statunitense († 2016)
- 14 settembre - Sergio Angulo, allenatore di calcio e ex calciatore colombiano
- 14 settembre - Mirko Bašić, ex pallamanista e allenatore di pallamano croato
- 14 settembre - Ariel Holan, allenatore di calcio argentino
- 14 settembre - Peter Knust, ex nuotatore tedesco occidentale
- 14 settembre - Melissa Leo, attrice statunitense
- 14 settembre - Darrell Lockhart, ex cestista statunitense
- 14 settembre - Vitalij Lukin, regista sovietico
- 14 settembre - Radames Pera, attore statunitense
- 14 settembre - Christian Petzold, regista e sceneggiatore tedesco
- 14 settembre - Rino Piscitello, politico italiano
- 14 settembre - Callum Keith Rennie, attore britannico
- 14 settembre - Giovanni Renosto, ex ciclista su strada e pistard italiano
- 14 settembre - Shelton Robinson, ex giocatore di football americano statunitense
- 14 settembre - Antal Róth, allenatore di calcio e ex calciatore ungherese
- 14 settembre - Jean-Paul Salomé, regista e sceneggiatore francese
- 14 settembre - Tim Somerville, giocatore di curling statunitense
- 14 settembre - Remo Zito, cantante, musicista e compositore italiano
- 14 settembre - Emil Čuprenski, pugile bulgaro († 2025)
- 15 settembre - Lily Anggreny, ex atleta paralimpica tedesca
- 15 settembre - Ton Blanker, ex calciatore olandese
- 15 settembre - Giancarlo Caracuzzo, disegnatore italiano
- 15 settembre - Oleksij Čerednyk, ex calciatore sovietico
- 15 settembre - Mike Davis, ex cestista e allenatore di pallacanestro statunitense
- 15 settembre - Nicoletta Deponti, conduttrice radiofonica, conduttrice televisiva e giornalista italiana
- 15 settembre - Mitch Dorge, musicista e compositore canadese
- 15 settembre - Kurt Garger, allenatore di calcio, dirigente sportivo e ex calciatore austriaco
- 15 settembre - Claus Gebauer, ex calciatore tedesco
- 15 settembre - Cinzia Mascoli, attrice italiana
- 15 settembre - Gianni Sacchi, vescovo cattolico italiano
- 15 settembre - Katsuyoshi Shintō, ex calciatore giapponese
- 15 settembre - Ed Solomon, sceneggiatore, regista e produttore cinematografico statunitense
- 15 settembre - Uwe Zötzsche, ex calciatore tedesco
- 16 settembre - Jayne Brook, attrice statunitense
- 16 settembre - Kurt Busiek, fumettista statunitense
- 16 settembre - Sergio De Gregorio, giornalista e politico italiano
- 16 settembre - Igor Efimov, scacchista georgiano
- 16 settembre - Ean Evans, bassista statunitense († 2009)
- 16 settembre - Danny John-Jules, attore, cantante e ballerino inglese
- 16 settembre - Mikel Larrañaga, attore spagnolo
- 16 settembre - Taneti Maamau, politico gilbertese
- 16 settembre - Mike Mignola, fumettista statunitense
- 16 settembre - Tonino Viali, ex mezzofondista italiano
- 17 settembre - Annabelle Apsion, attrice britannica
- 17 settembre - Jonis Bascir, attore, compositore e conduttore radiofonico italiano
- 17 settembre - Cory Carlson, ex sciatore alpino statunitense
- 17 settembre - Kevin Clash, regista e produttore cinematografico statunitense
- 17 settembre - Mike Fillery, ex calciatore inglese
- 17 settembre - Andi Grünenfelder, ex fondista svizzero
- 17 settembre - Damon Hill, ex pilota automobilistico britannico
- 17 settembre - Johannes Wilhelmus Maria Liesen, vescovo cattolico olandese
- 17 settembre - Annamaria Parente, politica italiana
- 17 settembre - Frédéric Pierrot, attore francese
- 17 settembre - Daniele Rotondo, giornalista italiano
- 17 settembre - Sergej Smirnov, pesista russo († 2006)
- 18 settembre - Joshua Angrist, economista statunitense
- 18 settembre - Daniel Boccar, allenatore di calcio belga
- 18 settembre - Ernesto Damiani, informatico italiano
- 18 settembre - Stephen Flaherty, compositore statunitense
- 18 settembre - Nils Petter Molvær, musicista e compositore norvegese
- 18 settembre - Luciano Antonio Portolano, generale italiano
- 18 settembre - Karim Rashid, designer egiziano
- 18 settembre - Joe Stump, chitarrista statunitense
- 18 settembre - Elena Valenciano, politica spagnola
- 18 settembre - Olivier de Germay, arcivescovo cattolico francese
- 19 settembre - Tata Amaral, regista brasiliana
- 19 settembre - Mario Batali, cuoco, gastronomo e imprenditore statunitense
- 19 settembre - Loïc Bigois, ingegnere francese
- 19 settembre - Kenneth McGriff, criminale statunitense
- 19 settembre - Carlos Mozer, allenatore di calcio e ex calciatore brasiliano
- 19 settembre - Yolanda Saldívar, criminale e truffatrice statunitense
- 19 settembre - Mario Sberna, politico italiano
- 19 settembre - Julianna Young, modella statunitense
- 19 settembre - Oksana Zabužko, scrittrice e poetessa ucraina
- 20 settembre - John Oliver Barres, vescovo cattolico statunitense
- 20 settembre - Alice Brown, ex velocista statunitense
- 20 settembre - Umberto Cappelletti, ex cestista italiano
- 20 settembre - Giacomo Del Mauro, ginnasta e pallamanista italiano († 1987)
- 20 settembre - Alexander Famulla, ex calciatore polacco
- 20 settembre - Jim Johnstone, ex cestista statunitense
- 20 settembre - Toshiyuki Kamioka, direttore d'orchestra e pianista giapponese
- 20 settembre - Nathalie Léger, scrittrice francese
- 20 settembre - James Pawelczyk, ex astronauta statunitense
- 20 settembre - Peter Phelps, attore australiano
- 20 settembre - Rossy, cantante, musicista e polistrumentista malgascio
- 20 settembre - Márcio Rossini, allenatore di calcio e ex calciatore brasiliano
- 20 settembre - Roberto Rosso, politico e avvocato italiano
- 20 settembre - Adriano Vianello, drammaturgo, regista teatrale e autore televisivo italiano († 2009)
- 21 settembre - Lucio Bernardini, allenatore di calcio e ex calciatore italiano
- 21 settembre - Maurizio Cattelan, artista italiano
- 21 settembre - Rodolfo De Laurentiis, politico italiano
- 21 settembre - Serafín Dengra, ex rugbista a 15 e dirigente d'azienda argentino
- 21 settembre - Masoumeh Ebtekar, politica iraniana
- 21 settembre - David James Elliott, attore canadese
- 21 settembre - David Mazzucchelli, fumettista e illustratore statunitense
- 21 settembre - Aida Satta Flores, cantautrice italiana
- 21 settembre - Pilar Sueyras, ex cestista peruviana
- 21 settembre - Miroslav Varga, ex tiratore a segno ceco
- 21 settembre - Scott Weinrich, cantante e chitarrista statunitense
- 22 settembre - Scott Baio, attore e personaggio televisivo statunitense
- 22 settembre - Luca Canonici, tenore italiano
- 22 settembre - Giacomo Cao, ingegnere italiano
- 22 settembre - Maurizio Cocciolone, ufficiale italiano
- 22 settembre - Isaac Herzog, avvocato, politico e ex militare israeliano
- 22 settembre - Feliciana Iaccio, conduttrice televisiva italiana
- 22 settembre - Gaëlle Josse, scrittrice e poetessa francese
- 22 settembre - Davor Jozić, allenatore di calcio e ex calciatore jugoslavo
- 22 settembre - Giorgio Lunerti, ex calciatore italiano
- 22 settembre - Pace Mannion, ex cestista statunitense
- 22 settembre - Felicitè Mbezelè, attrice camerunese
- 22 settembre - Ted Rooney, attore statunitense
- 22 settembre - Russell Russell, ballerino, cantante e coreografo statunitense
- 23 settembre - J.J. Anderson, ex cestista e allenatore di pallacanestro statunitense
- 23 settembre - Paulo Bonamigo, allenatore di calcio e ex calciatore brasiliano
- 23 settembre - Rui Campos do Nascimento, ex pallavolista brasiliano
- 23 settembre - Nicola Carlone, ammiraglio italiano
- 23 settembre - Steve Conte, chitarrista e cantante statunitense
- 23 settembre - Gianpiero Dalla Zuanna, politico e statistico italiano
- 23 settembre - Barbara Mensing, arciera tedesca
- 23 settembre - Luis Moya, ex copilota di rally spagnolo
- 23 settembre - Carlo Sabatini, allenatore di calcio italiano
- 23 settembre - Verónica Llinás, attrice argentina
- 24 settembre - Gustavo Bombín Espino, arcivescovo cattolico e missionario spagnolo
- 24 settembre - Michele Casino, politico italiano
- 24 settembre - Branko Karačić, allenatore di calcio e ex calciatore croato
- 24 settembre - Erich Mächler, ex ciclista su strada svizzero
- 24 settembre - Alberto Sette, doppiatore e attore italiano
- 24 settembre - Amy Sky, cantautrice canadese
- 24 settembre - Zhu Bo, allenatore di calcio e ex calciatore cinese
- 25 settembre - Jorge Enrique Alonso, ex calciatore spagnolo
- 25 settembre - Ihor Bjelanov, ex calciatore sovietico
- 25 settembre - Albert Cigagna, ex rugbista a 15 francese
- 25 settembre - Giovanni Conti, ex velista sammarinese
- 25 settembre - Kristin Hannah, scrittrice statunitense
- 25 settembre - Natallja Kačanova, politica bielorussa
- 25 settembre - Prosper Kontiebo, arcivescovo cattolico burkinabé
- 25 settembre - Roberto Kunstler, cantautore e paroliere italiano
- 25 settembre - Petar Lazić, scrittore e giornalista serbo († 2017)
- 25 settembre - Evaristo Pérez Torices, allenatore di pallacanestro spagnolo
- 25 settembre - Mike Pitts, giocatore di football americano e allenatore di football americano statunitense († 2021)
- 25 settembre - Andrzej Stasiuk, scrittore e poeta polacco
- 25 settembre - Kaoru Tada, fumettista giapponese († 1999)
- 25 settembre - Shinji Tanaka, ex calciatore giapponese
- 25 settembre - Eduardo Yáñez, attore messicano
- 26 settembre - Hamoud Al-Shemmari, ex calciatore kuwaitiano
- 26 settembre - Uwe Bein, ex calciatore tedesco
- 26 settembre - Keith Burns, allenatore di football americano statunitense
- 26 settembre - Alain Choquart, direttore della fotografia e regista francese
- 26 settembre - ʻAisake Eke, politico tongano
- 26 settembre - Andre Harrell, produttore discografico e rapper statunitense († 2020)
- 26 settembre - Stephen Kerr, politico britannico
- 26 settembre - Sergio Maltagliati, compositore, programmatore e artista italiano
- 26 settembre - Monica Mondardini, dirigente d'azienda italiana
- 27 settembre - Jean-Marc Barr, attore e regista francese
- 27 settembre - Christopher Cousins, attore statunitense
- 27 settembre - Leonardo David, sciatore alpino italiano († 1985)
- 27 settembre - Debi Derryberry, doppiatrice statunitense
- 27 settembre - Harry Goaz, attore statunitense
- 27 settembre - Frank Hartmann, ex calciatore tedesco
- 27 settembre - Marc Lauxtermann, bizantinista e filologo olandese
- 27 settembre - Patrick Lindner, cantante, showman e attore tedesco
- 27 settembre - Manfred Nerlinger, ex sollevatore e imprenditore tedesco
- 27 settembre - Shane O'Brien, ex canottiere neozelandese
- 28 settembre - Mehmed Baždarević, allenatore di calcio e ex calciatore jugoslavo
- 28 settembre - Bob Clasby, ex giocatore di football americano statunitense
- 28 settembre - Keith Edmonson, ex cestista statunitense
- 28 settembre - Rossano Rossetti, giocatore di biliardo italiano
- 28 settembre - Jennifer Rush, cantante statunitense
- 28 settembre - Nasser Sandjak, allenatore di calcio e ex calciatore algerino
- 28 settembre - Ahmed Shobair, ex calciatore egiziano
- 28 settembre - Socrates Buenaventura Villegas, arcivescovo cattolico filippino
- 28 settembre - Thomas Wegmüller, ex ciclista su strada e pistard svizzero
- 28 settembre - Mario Ćutuk, calciatore e allenatore di calcio croato († 2023)
- 29 settembre - Fabrizio Calzia, scrittore e editore italiano
- 29 settembre - Kenneth Hansen, pilota automobilistico svedese
- 29 settembre - Alan McGee, produttore discografico e musicista scozzese
- 29 settembre - Nayah, cantante francese
- 29 settembre - Hubert Neuper, ex saltatore con gli sci austriaco
- 29 settembre - John Paxson, ex cestista, allenatore di pallacanestro e dirigente sportivo statunitense
- 29 settembre - Piero Pioppo, arcivescovo cattolico e diplomatico italiano
- 29 settembre - David Sammartino, wrestler statunitense
- 29 settembre - Gabriele Tagliaventi, architetto e urbanista italiano
- 29 settembre - Paolo Tusino, ex calciatore italiano
- 29 settembre - Wendy White, ex tennista statunitense
- 30 settembre - Nicola Griffith, scrittrice britannica
- 30 settembre - Miki Howard, cantante statunitense
- 30 settembre - Blanche Lincoln, politica statunitense
- 30 settembre - Giorgio Panariello, comico, cabarettista e imitatore italiano
- 30 settembre - Bill Rieflin, batterista e tastierista statunitense († 2020)